# Shōkyō
Shōkyō (japanisch 正慶, auch Shōkei) ist eine japanische Ära (Nengō) von Mai 1332 bis März 1334 nach dem gregorianischen Kalender. Der vorhergehende Äraname ist Genkō, die nachfolgende Ära heißt Kenmu. Die Ära fällt in die Regierungszeit des Kaisers (Tennō) Kōgon.
Der erste Tag der Shōkyō-Ära entspricht dem 23. Mai 1332, der letzte Tag war der 4. März 1334. Die Shōkyō-Ära dauerte drei Jahre oder 651 Tage. Die Shōkyō-Ära war ausschließlich eine Ära des Nordhofs in der Namboku-chō-Zeit. Der Südhof führte zeitgleich bereits die Ärabezeichnung Kenmu.

## Ereignisse
- 1333 Go-Daigo kehrt nach Kyoto zurück